# Zenon Nawrot
Zenon Nawrot (ur. 18 listopada 1932 w Siewierzu, zm. 26 grudnia 2011 w Olecku) – polski robotnik i polityk, poseł na Sejm PRL VIII i IX kadencji.

## Życiorys
Syn Kazimierza i Eleonory. W 1951 wstąpił do Polskiej Zjednoczonej Partii Robotniczej. W tym samym roku podjął pracę jako brygadzista budowlany w Sosnowcu. Od 1954 był robotnikiem w państwowym gospodarstwie rolnym, a od 1966 majstrem budowy w Przedsiębiorstwie Produkcji Pomocniczej i Montażu Budownictwa Rolniczego w Olecku. Zasiadał w egzekutywie Komitetu Wojewódzkiego PZPR w Suwałkach, był także I sekretarzem Podstawowej Organizacji Partyjnej. W 1980 uzyskał mandat posła na Sejm PRL VIII kadencji w okręgu Suwałki. Zasiadał w Komisji Budownictwa i Przemysłu Materiałów Budowlanych oraz w Komisji Rolnictwa i Przemysłu Spożywczego. W 1985 uzyskał reelekcję. W Sejmie IX kadencji zasiadał w Komisji Budownictwa, Gospodarki Przestrzennej, Komunalnej i Mieszkaniowej. Otrzymał Srebrny Krzyż Zasługi.
Pochowany na cmentarzu komunalnym w Olecku.